# IT governance
Information Technology (IT) governance, ook wel ICT-besturing genoemd, is een onderdeel van het integrale Corporate governance (ondernemingsbestuur) en richt zich specifiek op besluitvorming omtrent Informatie Technologie. De sterke interessetoename voor IT governance is gedeeltelijk te wijden aan nieuwe wet-en regelgevingen. Zo is de Sarbanes-Oxley Act in de Verenigde Staten van toepassing en Basel in Europa. Maar IT governance is misschien nog wel meer in de belangstelling gekomen door een grotere behoefte aan verantwoording van besluitvorming rondom IT, wat relevant is voor alle belanghebbenden.
Traditioneel gezien worden alle IT beslissingen door het bestuur gedelegeerd naar de ICT professionals. Dit heeft als gevolg dat de genomen beslissingen niet altijd in het voordeel zijn van alle belanghebbenden. Het doel van IT governance is dan ook om iedereen systematisch in het IT besluitvormingsproces te betrekken: het bestuur, de staf en de klant. IT governance zorgt voor een transparant raamwerk voor organisaties waarin taken, verantwoordelijkheden en bevoegdheden zijn toegewezen aan personen of groepen."

## Definities
Door de jaren heen zijn er verschillende definities ontstaan, in een onderzoek van 2006 zijn een twaalftal wetenschappelijke definities gevonden. Een van de belangrijkste en meest gebruikte is de definitie zoals het ‘ITGI’ hem heeft omschreven.
“IT Governance is the responsibility of the Board of Directors and executive management. IT is an integral part of enterprise governance and consists of the leadership and organisational structures and processes that ensure that the organisation’s IT sustains and extends the organisation’s strategy and objectives.”
Een definitie die veelal in het Nederlands wordt gebruikt voor IT Governance is die van Thiadens:
“Het raamwerk van besluitvorming en verantwoordelijkheid in een organisatie of in een geheel van organisaties zoals een keten of community, om het gewenste resultaat met ICT te realiseren.”
Verder wordt de onderstaande definitie van ICT besturing aangehouden door verschillende Nederlandse organisaties:
“ICT besturing beschrijft de wijze waarop een organisatie de besluitvorming van ICT het beste kan organiseren en welke rollen (taken, verantwoordelijkheden en bevoegdheden) altijd in een organisatie belegd moeten zijn om ICT goed te laten functioneren. Elke rol brengt zijn specifieke eigenschappen in en het samenspel tussen deze rollen zorgt voor control en beheersing, maar ook innovatie, creativiteit en vernieuwing.”

## Achtergrond
Information Technology governance is voor het eerst onder aandacht gekomen in de begin jaren ’90, als een afgeleide van corporate governance. IT governance richt zich specifiek op de afstemming van strategische doelen met het organiseren van IT in een organisatie. Het is er opgericht om organisatiebestuur (mede) verantwoordelijk te maken voor strategische besluitvorming van IT.
Dit is voornamelijk een gevolg van enkele financiële schandalen die zich voordeden in het begin van de 21e eeuw. Het ineenstorten van bijvoorbeeld Enron, WorldCom en Tyco had impact op de wereldwijde Financiële markt. Om dit te voorkomen zijn de taken en verantwoordelijkheden van het organisatiebestuur ter discussie gesteld. Door middel van nieuwe wet- en regelgeving heeft men deze officieel vastgelegd, Europa heeft hiervoor Basel ontwikkeld en de Verenigde Staten The Sarbanes-Oxley Act. Hoewel deze niet direct in relatie staan met IT governance dragen ze wel degelijk bij aan de ontwikkeling ervan. Het hoofddoel van IT governance is dan ook het creëren van transparante IT besluitvorming, daarnaast heeft het de volgende subdoelen:
- Realiseren van financiële baten
- Grip krijgen op IT investeringen
- Inzicht verkrijgen in IT waarde toevoeging
- Kennis van marktontwikkelingen opdoen
- Minimaliseren van risico’s
- Organiseren van formele taak- en rolverdeling
- Op elkaar afstemmen van IT en bedrijfsvoering

## Modellen
Om IT governance in te richten zijn er verschillende modellen ontwikkeld, die handvatten bieden om het praktisch in te richten.
- ISO/IEC 38500:2008 ‘Corporate governance of information technology’ is een wereldwijde standaard die een overzicht geeft van zes richtlijnen omtrent IT Governance: Responsibility, Strategy, Acquisition, Performance, Conformance en Human behavior. Met als doel het verbeteren van de effectiviteit, efficiëntie en aanvaardbaar gebruik van IT.[5]
- ‘Control OBjectives for Information and related Technology’ (COBIT) is een model dat ontwikkeld door ISACA en ITGI, dat zich focust op vijf hoofd thema’s: Strategic alignment, Value delivery, Risk management, Resource management en Performance management. Dit is een zeer gedetailleerd model wat het gevaar met zich mee brengt dat het wordt gezien als doel ansich in plaats van een middel.[6]
- De IT Governance matrix van Weill en Ross (2004) is minder complex van aard. Het geeft duidelijk de verschillende rollen weer en daarbij welke beslissingen door wie worden genomen. Deze matrix geeft alleen in mindere mate inzicht in de relaties tussen verschillende rollen.[1]
- Het IT Governance functiemodel heeft een heldere opzet waarin diverse rollen worden beschreven die nodig zijn voor het correct uitvoeren van ICT besturing. Hierbij wordt tevens aangeven welke verantwoordelijkheden iedere rol heeft en hoe deze in relatie staan met andere rollen.[7]